# Fredrikstad
Fredrikstad – norweskie miasto i gmina leżąca w okręgu Viken.
Fredrikstad jest 282. norweską gminą pod względem powierzchni.
W Borge (część Fredrikstad) urodził się badacz polarny Roald Amundsen.

## Demografia
Według danych z roku 2005 gminę zamieszkuje 70 418 osób. Gęstość zaludnienia wynosi 242,56 os./km². Pod względem zaludnienia Fredrikstad zajmuje 7. miejsce wśród norweskich gmin.
| ludność stan na 1 stycznia 2005 |         |           |        |
|                                 | kobiety | mężczyźni | razem  |
| osób                            | 34 367  | 36 051    | 70 418 |
| %                               | 48,8%   | 51,2%     | 100%   |

| wykształcenie stan na 1 października 2004 |            |         |        |          |
|                                           | podstawowe | średnie | wyższe | nieznane |
| osób                                      | 12 600     | 31 039  | 11 376 | 1479     |
| %                                         | 22,3%      | 54,94%  | 20,14% | 2,62%    |

W 2023 roku miasto zamieszkiwało już 84 444 mieszkańców.

## Edukacja
Według danych z 1 października 2004:
- liczba szkół podstawowych (norw. grunnskolar): 30
- liczba uczniów szkół podst.: 9211

## Sport
- Fredrikstad FK – klub piłkarski
- Stjernen Hockey – klub hokejowy

## Władze gminy
Według danych na rok 2016 administratorem gminy (norw. rådmann) jest Ole Petter Finess, natomiast burmistrzem (norw. ordfører, d. borgermester) jest Jon-Ivar Nygård.

## Miasta partnerskie
Miastem partnerskim Fredrikstad w Polsce jest Słupsk (umowa o współpracy podpisana 11 października 2012).